# FORKAST
Der Forschungsverbund „Auswirkungen des Klimas auf Ökosysteme und klimatische Anpassungsstrategien“ (FORKAST) wurde im Rahmen des vom Freistaat Bayerns initiierten „Klimaprogramms Bayern 2020“ vom bayerischen Staatsministerium für Wissenschaft, Forschung und Kunst (StMWFK) im Jahr 2009 eingerichtet.

## Allgemeines
Mit dem „Klimaprogramm Bayern 2020“ hat das StMWFK in Zusammenarbeit mit bayerischen Universitäten und Fachbehörden ein Maßnahmenpaket erarbeitet, dass auf die spezifischen Verhältnisse in Bayern ausgerichtet ist. Eine dieser Maßnahmen ist der Forschungsverbund „Auswirkungen des Klimas auf Ökosysteme und klimatische Anpassungsstrategien“ (FORKAST), welcher 16 Teilprojekte sowie ein Koordinationsmodul umfasst.

## Projektbeschreibung
Ökologische Auswirkungen sind bislang in ihren Dimensionen nicht absehbar, daher ergeben sich primär zu lösende Herausforderungen an die Ökosystem- und Klimaforschung. Grasland, Wald und Seen sind langlebige Ökosysteme, welche stark vom Klimawandel betroffen sein können. Negative wie auch positive Auswirkungen zeichnen sich verstärkt regional ab. Diese, einen großen Teil Bayerns bedeckenden Ökosysteme haben eine hohe wirtschaftliche Bedeutung. Es wächst die Wahrscheinlichkeit, dass mit dem Klimawandel einst seltene klimatische Extremereignisse mit größerer Intensität und auch häufiger auftreten. Daneben werden neuartige Klima-(Extrem-)bedingungen erwartet. Möglichen negativen Entwicklungen sollte deshalb baldmöglichst mit adäquaten Anpassungsmaßnahmen begegnet werden.
Im Zentrum der Forschung steht die Frage, wie sich extreme Klimabedingungen, wie z. B. Dürre oder Starkregen, auf Ökosystemeigenschaften sowie Ökosystemfunktionen auswirken. Wie stark sind einzelne Funktionen, wie etwa die Biomasseproduktion oder die Interaktion Tier und Pflanze, betroffen? Wie belastbar sind unsere Ökosysteme? Wie ausgeprägt sind die Kapazitäten dieser Systeme für die Kompensation (Resilienz) ökologischer Klimafolgen?
Grundlegende Forschungsergebnisse bieten die Voraussetzung um zu beurteilen, wie ökologische Serviceleistungen, zum Beispiel Bodenqualität oder land- und forstwirtschaftliche Produktion, betroffen sind. Zugleich stellen sie die Grundlage für effiziente Schadensabschätzung und Schadensminimierung dar. Ferner sollen positive Entwicklungen erkannt und sich abzeichnende Entwicklungschancen frühzeitig genutzt werden.
Die Untersuchungsgebiete der Teilprojekte decken die wichtigsten Landnutzungsformen in Bayern ab. Sie beinhalten Waldgebiete der Mittelgebirge (Fichtelgebirge, Bayerischer Wald), Wald- und Grünlandflächen in den Alpen bzw. im Alpenvorland, Moore sowie Grünland in Tieflagen und in Gebieten der Talauen.

## Interdisziplinäre Vernetzung
Diese interdisziplinären und interstrukturellen Ansprüche vernetzt FORKAST über die integrierten Forschungskompetenzen bayerischer Universitäten. Durch diese Integration von fachübergreifenden Kompetenzen ist es möglich, dass der Forschungsverbund FORKAST zielführend Ökosystemforschung zur Klimaanpassung in Bayern betreibt.
Neben den projektübergreifenden Kooperationen sind im Forschungsverbund interdisziplinäre Arbeitsgruppen zu thematischen Schwerpunkten eingerichtet. In diesen werden Ergebnisse zusammengefasst, sowie aktuelle Forschungsfragen identifiziert, analytische Strategien entwickelt und Lösungen erarbeitet.

## Ziele
Die Erwartung der beteiligten Projekte, dass extreme Klimaereignisse schwerwiegende, „einschneidende“ Konsequenzen für ökologische Prozesse nach sich ziehen können eint die beteiligten Projektpartner in ihrer Fragestellung. Durch aktuelle meteorologische Prognosen werden diese Extremereignisse in Aussicht gestellt, ebenso wie eine Zunahme der Variabilität des Wettergeschehens.
Übergeordnete Ziele wären die Verbesserung des Verständnisses der Belastbarkeit und der Resilienz von Ökosystemen unter neuartigen Umweltbedingungen. Außerdem wird die Reaktion von Lebensgemeinschaften und ihrer Funktionalität im Hinblick auf ökologische Serviceleistungen und funktionelle Reaktionen (z. B. Produktivität, Phänologie, Treibhausgasaustausch) für die Gesellschaft analysiert.
Durch die bestehenden interdisziplinären Kooperationen der Teilprojekte im Verbund sollen Erkenntnisse erarbeitet werden, die als Grundlage für die Konzeption von grundlegenden Anpassungsmaßnahmen dienen können. Es ist zu erwarten, dass neue Forschungsfragen identifiziert werden und damit der Weg für weitere Forschungsaktivitäten bereitet wird.

## Beteiligte Forschungseinrichtungen

### Universitäten
- Universität Bayreuth
- Friedrich-Alexander Universität Erlangen-Nürnberg
- Technische Universität München (TUM)
- Universität Regensburg
- Hochschule Weihenstephan-Triesdorf
- Julius-Maximilians-Universität Würzburg

### Forschungsinstitute
- Bayerisches Amt für forstliche Saat- und Pflanzenzucht (ASP)
- Bayerische Landesanstalt für Wald und Forstwirtschaft (LWF)
- Bayreuther Zentrum für Ökologie und Umweltforschung (BayCEER)
- HelmholtzZentrum München
- Institute for Atmospheric Environmental Research Garmisch-Partenkirchen (IMK-IFU)